# Bayh-Dole Act
Le Bayh-Dole Act (officiellement The Patent and Trademark Law Amendments Act) est une loi américaine sur les brevets, votée par le Congrès le 12 décembre 1980 et promulguée en 1980, la même année que le Stevenson-Wydler Technology Innovation Act (en). Elle tire son nom de ses deux rapporteurs au Sénat, le démocrate Birch Bayh, candidat malheureux à la primaire de 1976, et le républicain Bob Dole, colistier de Gerald Ford aux élections présidentielles de 1976.

## Objectifs
Cette loi a notamment permis aux universités américaines, et de façon générale à toute organisation non lucrative bénéficiant dans leur recherche de fonds publics, de breveter leurs découvertes et inventions, y compris concernant le séquençage du génome et autres formes de « brevetage du vivant » (lignée cellulaire de cellules pluripotentes de primates détenu par le Wisconsin Alumni Research Foundation (en) et transférés à un organisme de gestion dirigé par le biologiste James A. Thomson, etc.). En échange, le gouvernement fédéral reçoit un droit de licence irrévocable et non transférable, tandis que le détenteur du brevet doit favoriser les entreprises américaines.
La même année, la Cour suprême avait en effet autorisé ce dernier dans Diamond v. Chakrabarty, arrêt concernant le brevetage d'un organisme génétiquement modifié. 
En autorisant à ces institutions de breveter leurs découvertes, la loi visait à favoriser le « transfert de technologie », c'est-à-dire la recherche et développement et l'application commerciale des découvertes issues de la recherche publique. On faisait alors valoir qu'une infime partie des brevets déposés par le gouvernement fédéral donnaient lieu à une application commerciale. On s'appuya alors sur l'exemple des Institutional Patent Agreements conclus par certaines universités, notamment l'Université du Wisconsin-Madison, avec certaines agences fédérales (à savoir le Health and Human Services (HHS) et la National Science Foundation chargée de la distribution des fonds pour la recherche), pour élaborer cette loi.

## Critiques
Cette loi a cependant été critiquée par les défenseurs du libre-accès aux connaissances et autres défenseurs du libre comme ayant indûment restreint l'accès à certaines connaissances universitaires appartenant au champ de la recherche fondamentale, notamment dans le champ de la bio-médecine (avec le séquençage du génome, etc.).
En réponse au risque croissant, représenté par la multiplication des dépôts de brevet, d'augmentation des coûts de la recherche et d'accroissement de sa difficulté, différentes expériences de mises dans le domaine public ont eu lieu. L'une des plus importantes demeure la dbSNP (en), une base de données de polymorphisme nucléotidique (SNP) et le projet international HapMap, issues du SNP Consortium, lui-même l'effet d'une collaboration entre des firmes et le Wellcome Trust, l'une des plus importantes fondations en matière de recherche médicale.

## Codification
Le Bayh-Dole Act a été codifié au §200 du titre XXXV du Code des États-Unis, consacré aux brevets, et au §401 du titre XXXVII du Code des règlements fédéraux.